# Österreichische Auslandsschule
Die Österreichische Auslandsschule (Schule Österreichs im Ausland) ist eine amtliche Schulform mit österreichischem Lehrplan. Die Auslandsschule gehören nach Schulformensystematik zu den allgemein bildenden Statutschulen beziehungsweise Sonstige berufsbildende Schulen (Statut), also Schulen mit einer autonomen Organisationsform. Verantwortlich für die Österreichischen Auslandsschulen ist das Bundesministerium für Bildung (Abteilung Österreichisches Auslandsschulwesen).
Von Seiten der Republik Österreich werden die Schulen über eine Schulstiftung oder ein Schulverein subventioniert, das Bildungsministerium entsendet hierbei Subventionslehrer (ausgenommen formatio Privatschule) und bezahlt diese, ferner verschickt das Ministerium Lernmaterial um dem österreichischen Lernplan gerecht zu werden. Die derzeit etwa 140 Subventionslehrer müssen sich in der Regel für mindestens zwei bzw. maximal sechs Jahre für einen Auslandsdienst verpflichten.
Die Österreichische Auslandsschulen sind auf sieben Staaten verteilt. Im November 2022 wurde bekannt, dass seitens des Bildungsministeriums neue Standorte geprüft würden. Über eine Ausrichtung auf kulturellen Austausch hinaus werde die Auslandsschulstrategie mit Berücksichtigung auf den Fachkräftebedarf in Österreich überarbeitet.

## Auslandsschulen

### Europa
Albanien
- Österreichische Schule „Peter Mahringer“ in Shkodra

Liechtenstein
- formatio Privatschule in Triesen

Tschechien
- Österreichisches Gymnasium Prag

Türkei
- St. Georgs-Kolleg Istanbul

Ungarn
- Österreichische Schule Budapest
- Österreichisch-Ungarische Europaschule Budapest

### Nordamerika
Guatemala
- Österreichische Schule Guatemala in Guatemala-Stadt

Mexiko
- Österreichische Schule Mexiko in Santiago de Querétaro